# Francesco Nobile
Francesco Nobile (Palermo, 8 ottobre 1824 – Roma, 2 giugno 1892) è stato un politico italiano.
Fu senatore del Regno d'Italia nella XVII legislatura.